# Stazione di Berlino-Charlottenburg
La stazione di Berlino-Charlottenburg (in tedesco Berlin-Charlottenburg) è una stazione ferroviaria di Berlino, che serve il quartiere omonimo. La Stadtbahn si collega con la Wetzlarer Bahn e con la Hamburg Stadtbahn.
La stazione è posta sotto tutela monumentale (Denkmalschutz).

## Storia
Fu realizzato 1882.
Agli inizi degli anni settanta del XX secolo, una modifica viabilistica connessa alla pedonalizzazione della Wilmersdorfer Straße rese necessario l'abbattimento del fabbricato viaggiatori originario. Esso fu sostituito da un nuovo fabbricato, costruito dal 1972 al 1975 su progetto di Günter Hönow, in uno stile che richiama alcuni edifici analoghi dell'anteguerra (in particolare il fabbricato viaggiatori della stazione di Neukölln progettato da Alfred Grenander).

## Movimento
La stazione è servita dalle linee S 3, S 5, S 7 e S 9 della S-Bahn, dalle linee regionali RB 14, RB 21 e RB 22 e dalle linee regionali espresse RE 1 e RE 7.

## Interscambi
- Fermata metropolitana (Wilmersdorfer Straße, linea U 7)[3]
- Fermata autobus